# Nuage de condensation
Ne doit pas être confondu avec Nuage en champignon.
Pour des articles plus généraux, voir Condensation et Physique des nuages.

Vue aérienne du test Baker lors de l'opération Crossroads sur l'atoll de Bikini en 1946 : le nuage de condensation se forme en arrière de l'onde de choc dont la position peut être déterminée par le changement d'aspect de la surface du lagon ; le nuage est traversé à son sommet par un anneau de matériaux (principalement de l'eau) rejetés par l'explosion atomique sous-marine.

Un nuage de condensation est un type de nuage qui se forme par la condensation de l'humidité atmosphérique sous l'effet de l'onde de choc engendrée par une puissante explosion.
Il est également appelé nuage de Wilson, en hommage à Charles Thomson Rees Wilson, physicien britannique prix Nobel de physique en 1927 pour sa chambre à brouillard.

## Explosions atomiques
Les plus grands nuages de condensation sont formés par les explosions atomiques en atmosphère tropicale saturée en humidité. La condensation se produit en arrière de l'onde de choc, dans la zone de dépression atmosphérique qui la suit, et qui est caractérisée par une diminution adiabatique de la température de cette tranche d'air, en deçà de la température de rosée.
La forme de l'onde de choc de l'explosion et les différences de température et d'hygrométrie des différentes couches d'air déterminent la forme du nuage de condensation. En cas de milieu homogène, celui-ci aura la forme d'une bulle sphérique, mais il peut aussi prendre la forme d'anneaux concentriques, si différentes couches d'air de nature différente sont affectées par l'onde de choc.
La durée de vie d'un nuage de condensation est généralement brève, notamment si les radiations induites par l'explosion augmentent suffisamment les températures pour faire disparaître les conditions de sa formation.

## Historique
C'est lors de l'opération Crossroads en 1946 que les scientifiques américains, observant ce type de nuages lors des deux explosions atomiques sur l'atoll de Bikini, lui ont donné le nom de nuage de Wilson.

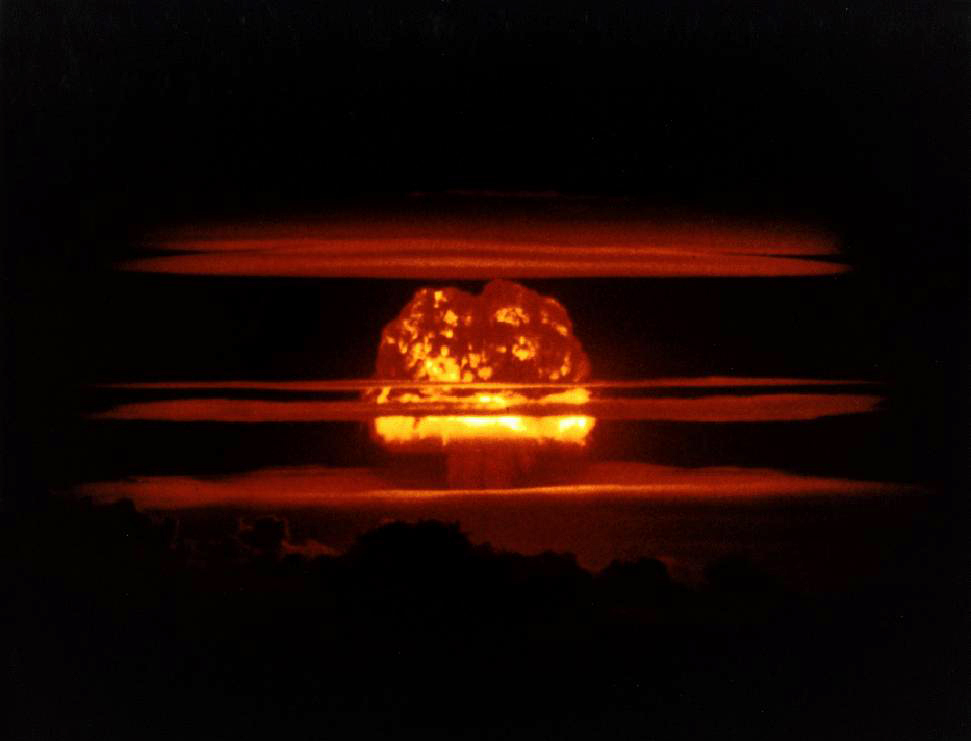
Nuages de condensation concentriques en anneaux autour du champignon atomique lors du test Castle Union de l'opération Castle en 1954.
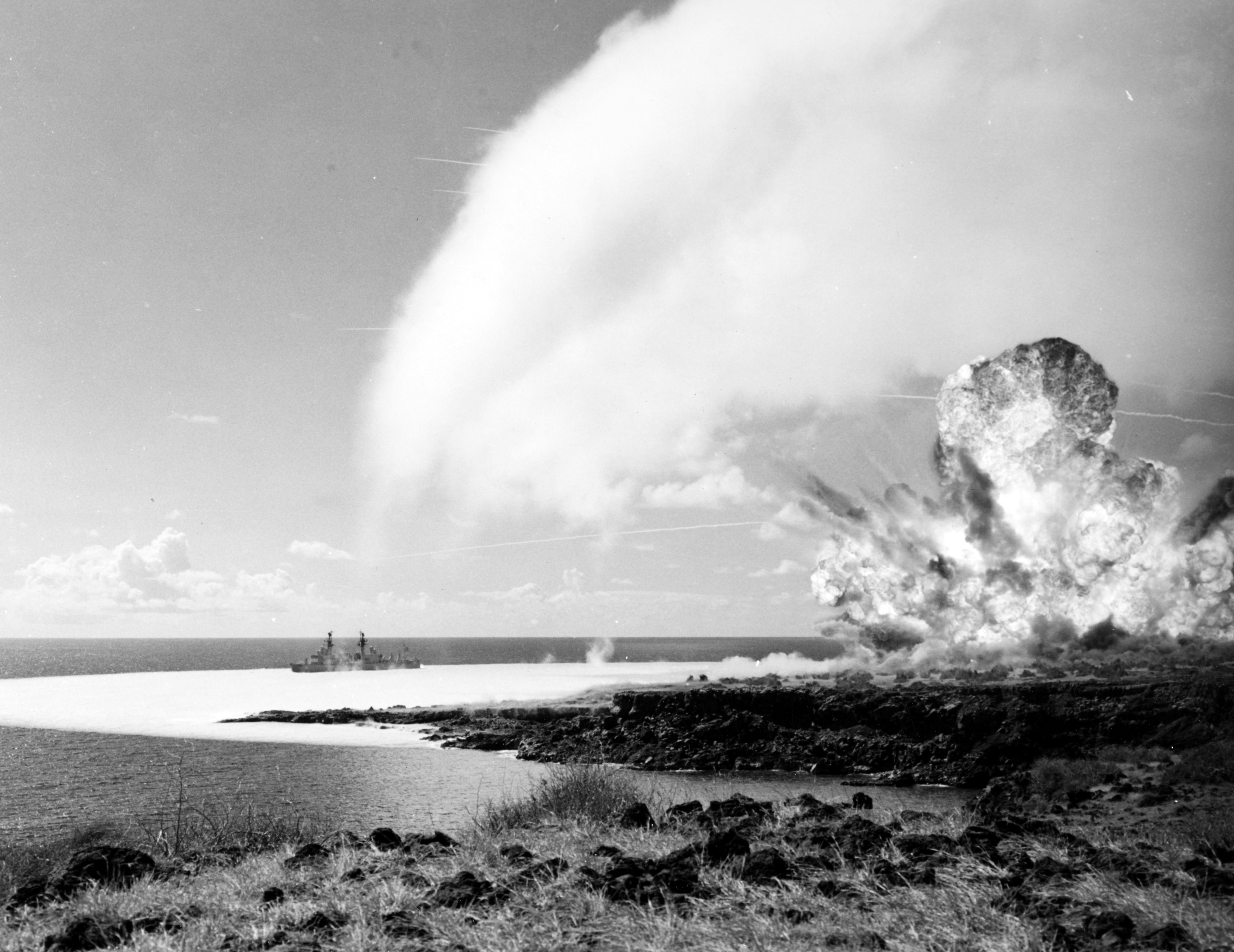
Nuage de condensation provoqué par l'explosion de 500 tonnes de TNT sur l'île de Kahoolawe (Hawaï) lors de l'opération Sailor Hat en 1965 ; le navire est l'USS Atlanta (CL-104)
Vue du test Baker lors de l'opération Crossroads sur l'atoll de Bikini en 1946 quelques secondes après l'explosion : le nuage de condensation a la forme d'une bulle.
Vue aérienne du test Baker lors de l'opération Crossroads sur l'atoll de Bikini en 1946 quelques secondes après la photo précédente : le nuage de condensation a pris la forme d'un anneau, laissant apparaitre la base de la colonne d'eau expulsée du lagon.